# Кобылка бескрылая пешая
Кобылка бескрылая пешая (лат. Podisma pedestris) — прямокрылое насекомое подсемейства Catantopinae. 

## Описание
Длина тела самца 17—19 мм, самки — 24—30 мм. Тело буровато-рыжее, с жёлтым и чёрным рисунком из пятен и полос. Крылья редуцированы до маленьких бурых пластинок. Лоб и нижняя сторона тела жёлтые.

## Распространение
Россия (Европейская часть, юг Сибири, Бурятия, Читинская область), Европа, Северный и Западный Казахстан, Северная Монголия.

## Образ жизни
Питается зелёными частями травянистых растений. Самка откладывает яйца в почву. Оотека длиной от 9 до 16 мм, толщиной 4,5 — 6,5 мм, содержит от 11 до 32 яиц. Яйцо длиной от 4,5 до 5,1 мм и толщиной 1,2 — 1,5 мм.